# Pavao Miljavac
Pavao Miljavac, hrvaški general, * 3. april 1953, Maletići, Jugoslavija, † 6. december 2022, Zagreb.
Med letoma 1996 in 1998 je bil načelnik Generalštaba Oboroženih sil Republike Hrvaške med letoma 1998 in 2000 minister za obrambo Republike Hrvaške in od leta 2000 poslanec v Saboru.
Franjo Tuđman ga je povišal v čin generalpolkovnika.